# Koordination Islamischer Organisationen Schweiz
Die Koordination Islamischer Organisationen Schweiz (KIOS) ist Mitglied im Schweizerischen Rat der Religionen. Der derzeitige Präsident der KIOS ist Farhad Afshar.
Gemäss NZZ am Sonntag klingt 'Koordination Islamischer Organisationen' repräsentativer, als es ist. „Die Organisation umfasst neben ein paar kleineren Vereinen die drei Kantonalverbände in Zürich, Bern und Basel.“ Nach Präsident Afshar sind nur fünf Prozent der Muslime in der Schweiz organisiert. So gerechnet, vertritt die KIOS allerhöchstens 20 000 Menschen.